# Pentamethylarseen
Pentamethylarseen (of pentamethylarsoraan) is een organometaalverbinding die vijf methylgroepen bevat, gebonden aan een arseenatoom met als molecuulformule As(CH3)5. Het is een voorbeeld van een hypervalente verbinding. Het molecuul heeft een trigonaal bipyramidale structuur.

## Geschiedenis
De eerste persoon die claimde pentamethylarseen gesynthetiseerd te hebben was A. Cahours in 1862. Hij beweerde dat hij hierin geslaagd was door tetramethylarsoniumjodide te laten reageren met dimethylzink. Elke poging tot herhalen van  Cahours' experiment bleek echter te mislukken, waaruit wetenschappers concludeerden dat zijn claims onterecht waren. De stof werd aantoonbaar voor het eerst gesynthetiseerd door Karl-Heinz Mitschke en Hubert Schmidbaur in 1973.

## Productie
Trimethylarsine wordt eerst gechloreerd tot trimethylarsinedichloride, dat vervolgens reageert met methyllithium om pentamethylarseen op te leveren:
{\displaystyle {\ce {As(CH3)3 + Cl2 -> As(CH3)3Cl2}}}
{\displaystyle {\ce {As(CH3)3Cl2 + 2 LiCH3 -> As(CH3)5 + 2 LiCl}}}
Er worden echter ook bijproducten gevormd, waaronder o.a. As(CH3)4Cl en As(CH3)3=CH2.
Er is geen biologische syntheseroute bekend voor de productie van pentamethylarseen.

## Eigenschappen
Pentamethylarseen ruikt hetzelfde als pentamethylantimoon, maar is verder uniek. De lengte van de drie equatoriale As-C-bindingen bedraagt 197,5 pm en voor de twee axiale As-C-bindingen 207,3 pm. Het infraroodspectrum van pentamethylarseen vertoont sterke banden bij 582 en 358 cm−1 vanwege de axiale As-C-trilling en zwakkere banden bij 265 en 297 cm−1 als gevolg van de equatoriale As-C-trilling. Het Raman-spectrum vertoont een sterke lijn bij 519, 388 en 113 cm−1 en zwakke lijnen bij 570 en 300 cm-1.

## Reacties
Pentamethylarseen reageert langzaam met zwakke zuren. Met water vormt het tetramethylarsoniumhydroxide (As(CH3)4OH) en trimethylarseenoxide (As(CH3)3O). Met methanol wordt tetramethylmethoxyarsoraan (As(CH3)4OCH3) geproduceerd. Waterstofhalogeniden reageren met de vorming van tetramethylarsoniumhalogenidezouten als product.
Wanneer pentamethylarseen tot 100°C wordt verwarmd, ontleedt het onder vorming van trimethylarsine, methaan en etheen.
Wanneer trimethylindium reageert met pentamethylarseen in benzeen, slaat het overeenkomstige zout neer: tetramethylarseen(V)tetramethylindaat(III). De bijbehorende reactievergelijking is:
{\displaystyle {\ce {In(CH3)3 + As(CH3)5 -> [As(CH3)4^{+}][.In(CH3)4^{-}]}}}